# District de Burhanpur
Le district de Burhanpur  (hindi : बुरहानपुर जिला) est un district  de l'état du Madhya Pradesh, en Inde,

## Géographie
Au recensement de 2011, sa population compte 756 993 habitants.
Son chef-lieu est la ville de Burhanpur. 